# M-104
La M-104 es una carretera de la Red Secundaria de la Comunidad de Madrid. Con una longitud de 14,37 km, discurre entre los municipios de Colmenar Viejo y San Agustín del Guadalix. Es una carretera convencional de 1 carril por sentido.

## Tráfico
En 2011 circularon una media de 3773 vehículos diarios por esta carretera, siendo el 10,58 por ciento vehículos pesados.

## Futuro
Se ha planteado su posible desdoblamiento en el futuro, sin embargo el mismo ofrece dificultades debidas a la orografía por el que discurre y el impacto ambiental al atravesar una zona boscosa de gran calidad ambiental.